# 公事宿
公事宿（くじやど）は、公事訴訟や裁判のために地方から来た者を宿泊させた江戸時代の宿屋。公事人宿・出入宿・郷宿・御用宿とも呼ばれた。

## 概要
「公事宿」という名称は主に江戸の宿屋に用いられ、地方の城下町や代官所の陣屋近くにあった宿屋は「郷宿」（ごうやど）と呼ばれることが多かった。両者を総称して「御用宿」（ごようやど）ともいう。また、江戸の公事宿は旅人宿と百姓宿に分けられるが、両者をまとめて江戸宿と呼ぶこともあった。大坂では、大坂町奉行所の御用を勤めた御用宿を用達（ようたし）と呼んだ。
江戸の公事宿は、馬喰町小伝馬町旅人宿、八拾弐軒百姓宿、三拾軒百姓宿（三拾組百姓宿）、それに十三軒組があり、それぞれ仲間組織を形成し、独占営業権を与えられていた。旅人宿は町奉行所と、八拾弐軒組は公事方勘定奉行所、三拾軒組は馬喰町御用屋敷とそれぞれ密接な関係にあり、百姓宿はそれぞれの役所の近辺に建てられていることが多かった。三拾軒組は関東郡代との結びつきも強く、また八拾弐軒組は評定所・勘定奉行所の出火駆付御用も務めた。三組の仲間組織は、それぞれが役目・権益にまつわる由緒をもち、またそれぞれ得意客のいる縄張りも抱えていた。
喜多川守貞の著した『守貞漫稿』によれば、江戸の公事宿では1泊2食付きだが部屋での食事はできず、宿泊客は朝夕の決まった時間に台所（食堂）で食事をとり、またほとんどの宿には風呂がないため近くの銭湯へ出かけることになったとある。京都や大坂の公事宿に比べて外見もサービスも劣り、宿賃は公定248文だが、余分の宿賃を払うのでよりよいサービスを、と求めても応じなかったという。

## 役割・業務
江戸時代では、農村は農民の居住空間であり、支配階級である武士は基本的には農村周辺にはいなかった。そのため、何らかの公事訴訟を起こす必要が発生した時、農民は江戸の奉行所や、領主のいる陣屋や城下町に出向き、公事の手続きをしなければならなかった。
公事宿は、そうした農民たちのための宿泊施設を提供した。そして、彼らが役所に提出する願書や証文、訴状など諸々の書類の作成・清書、手続きの代行や、弁護人的な役割もこなした。他にも御用状や触書、差紙（さしがみ）などの公式文書の町村への通達、手鎖をかけられた未決囚の宿預も行った。
公事宿は、役所と町村の公事訴訟の手続きが円滑に行われるよう、仲介・取次をする役割も担っていた。また、幕府は逗留する訴訟人の監視の役を公事宿に担わせ、訴訟人が私用で外出する際の行先確認を義務づけ、宿泊したことにして店借りをすることや縁者等の元に身を寄せることを禁止した。
公事訴訟の役割を担う存在として、他に腰掛があった。腰掛は、奉行所に召喚された者の控え所で、普通は茶屋を営み、審理を待つ訴訟人や付添いの公事宿主人などに湯茶、敷物、草履、筆紙などを売って業とした。公事宿同様に営業株があり、奉行所や腰掛の草取りや掃除などの雑用をした他、腰掛で審理を待つ訴訟人の白洲への呼び込みや、差紙を公事宿に届ける使いの役も果たした。
江戸では、公事宿に滞在中の公事費用やその他の諸雑費の負担は公事方御定書に明記されており、村の責任で訴訟がおこなわれる場合は村の負担となり村人の持高に応じて拠出、村人個人の利害と責任で行われた訴訟の場合は当人の負担となった。当人に責任負担能力のない場合は親類、五人組に対してその持高割で拠出させる。